# Margarida Xirgu i Subirà

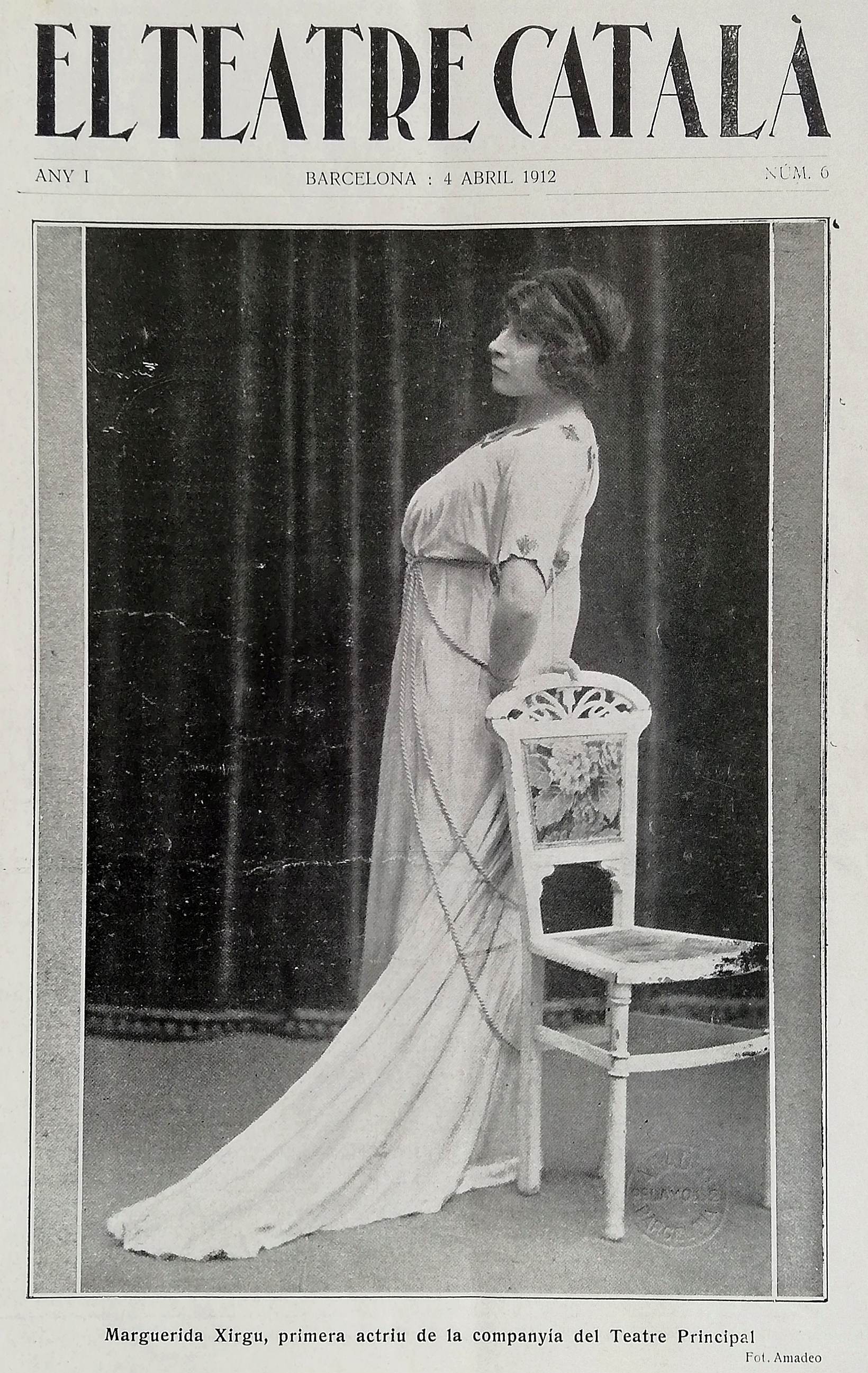
Margarida Xirgu dins un exemplar de la revista El Teatre Català publicada a Barcelona l'any 1912

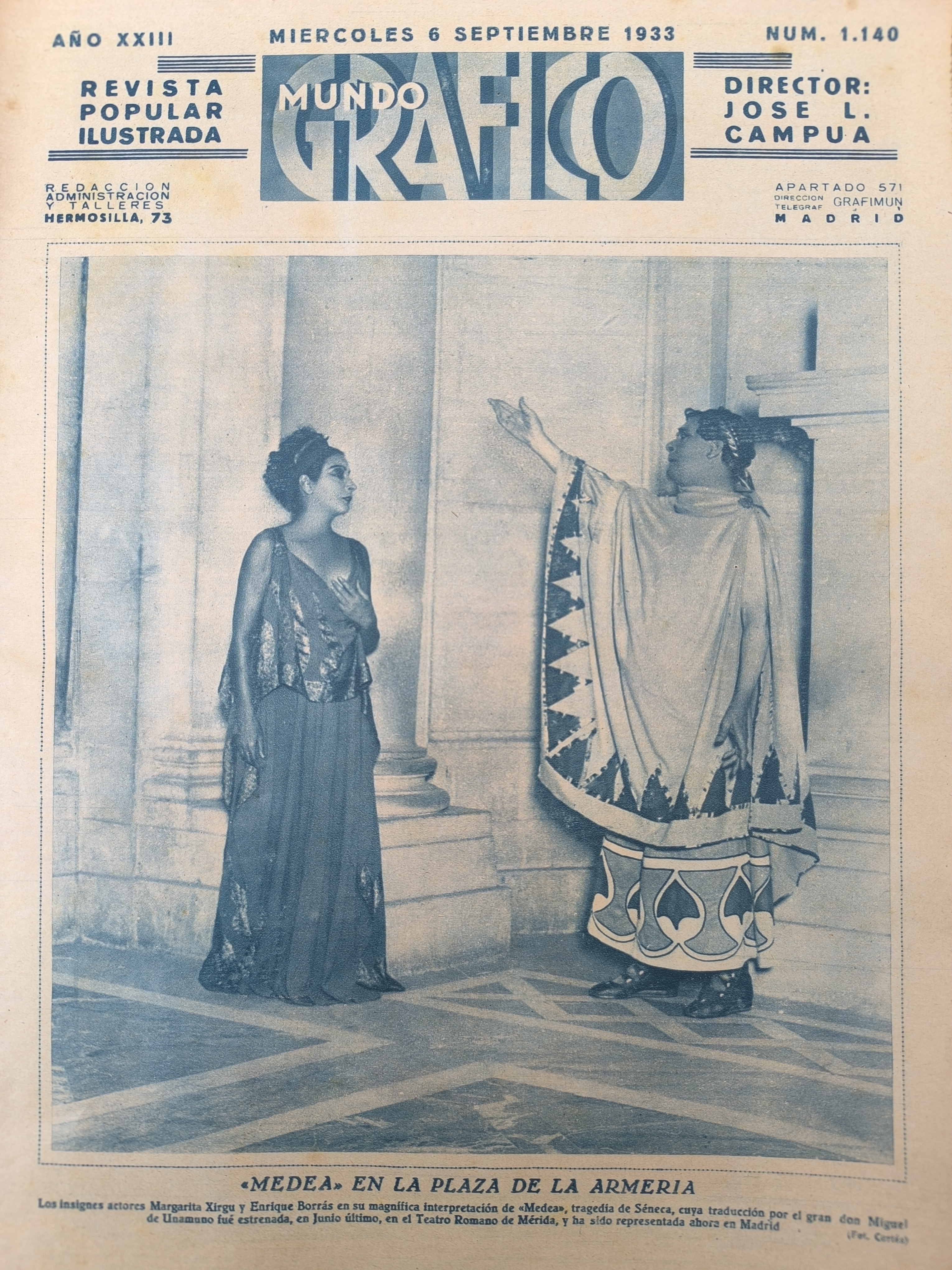
Margarida Xirgu i Enric Borràs a l'obra Medea, representada a Madrid. Portada interior del setmanari Mundo Gráfico, 6 de setembre de 1933.

Margarida Xirgu i Subirà   (Molins de Rei, 18 de juliol de 1888 - Montevideo, 25 d'abril de 1969), fou una actriu catalanouruguaiana. El 1906 va debutar al Teatre Romea de Barcelona. El 1914 marxa a Madrid, on treballà al Teatre Espanyol, interpretant obres de Valle-Inclán, George Bernard Shaw, Gabriele d'Annunzio i Federico García Lorca. Poc abans de la Guerra Civil espanyola es traslladà a Sud-amèrica, residint alternativament a l'Argentina i a l'Uruguai, on posà en escena obres d'autors espanyols i obtingué el càrrec de directora de l'Escuela Dramática Municipal de Montevideo. Va obtenir la nacionalitat uruguaiana, i va comprar una casa al balneari de Punta Ballena (departament de Maldonado), on  i va viure durant els seus últims 20 anys. El 1988, dinou anys després de la seva mort, la Generalitat de Catalunya demanà la repatriació de les seves restes mortals.

## Biografia

### Primers anys
Va néixer a Molins de Rei, filla de Pere Xirgu i Martí i Pepeta Subirà i Polls. Al cap de dos anys, la família es traslladà a Girona, on restaren durant 6 anys. L'any 1896 es traslladaren a Barcelona. Mentre estudiava, Xirgu començà a freqüentar, junt amb el seu pare —membre de l'Ateneu del districte Vè— ateneus obrers i els Cors de Clavé. L'any 1900, Margarida Xirgu començà a treballar en un taller de passamaneria, simultaniejant la feina amb la seva tasca com a actriu en grups d'aficionats. El 1902 debutà al teatre d'afeccionats del Salón Asiático de Barcelona amb Lo nuvi de Josep Feliu i Codina. L'any següent actuà a Don Álvaro o la fuerza del sino, d'Ángel de Saavedra, Duque de Rivas, a l'Ateneu del districte V.
El 1905 els metges li descobriren una greu malaltia pulmonar. L'any 1906 la seva interpretació a Teresa Raquin, de Zola, al Cercle de Propietaris de Gràcia, fou un èxit fulminant que li obrí la porta de l'escena professional. El 8 de desembre de 1906 debutà professionalment al Teatre Romea amb l'obra Mar i Cel d'Àngel Guimerà, on interpretà el paper de Blanca. L'any següent, el 1907, morí el seu pare i Xirgu esdevingué la cap de família: es feu càrrec de sa mare i del seu germà Miquel (4 anys menor que ella). La seva activitat al Teatre Romea li començà a comportar prestigi entre els companys de professió. El novembre de 1909 obtingué un èxit clamorós amb l'obra Joventut de príncep, de Wilhelm Meyer Forster, al Teatre Principal de Barcelona. Aquest mateix any rodà la seva primera pel·lícula, Guzmán el Bueno.
El 1910 estrenà Salomé d'Oscar Wilde al Teatre Principal de Barcelona. L'actriu hi ballà la dansa dels set vels, tal com ho exigia el paper. L'escàndol fou servit i Margarida fou despatxada del teatre. El 22 de setembre de 1910 es casà amb Josep Arnall, el que fou el seu primer marit.
L'any 1911 Àngel Guimerà escrigué pera  l'actriu l'obra La reina Jove, i aquell mateix any, Xirgu fundà la seva pròpia companyia teatral.

### Salt al teatre en castellà
Poc després, el 1912, signà un contracte amb l'empresari Da Rosa de Buenos Aires per actuar a Amèrica, fet que suposava l'entrada de l'actriu al teatre en castellà. En paraules d'Antonina Rodrigo, biògrafa de l'artista, «El traspàs de Margarita al teatre castellà és molt criticat. Perdien quelcom que els pertanyia.[…] Però jo crec que la reacció més feroç fou la de la intel·lectualitat. Perquè Margarida els feia molta falta. Car perdien la primera actriu jove del teatre català.»
L'any 1913, realitzà la seva primera gira internacional per l'Argentina, l'Uruguai i Xile. Després de la gira americana, el 1914 s'instal·là a Madrid, on era ja un personatge popular. Es presentà al públic madrileny en el Teatro de la Princesa amb l'obra El patio azul (El pati blau) de Santiago Rusiñol, i poc després, al mateix tatre interpretà Elektra d'Hugo von Hofmannsthal. La crítica es rendí als seus peus, definint-la com a renovadora de l'escena. Autors com a Pérez Galdós, Jacinto Benavente, Eduard Marquina, o els germans Quintero, li escrigueren obres que ella estrenà i que foren molt ben acollides. L'any 1915 estrenà a Barcelona El yermo de las almas, de Valle-Inclán; l'any següent estrenà a Madrid Marianela de Pérez Galdós, amb un gran èxit. La consagració en el teatre castellà ja és un fet. En aquestes estrenes li segueixen les d'El mal que nos hacen de Jacinto Benavente (1917), obra escrita especialment per a l'actriu, i Santa Juana de Castilla de Pérez Galdós (1918) al Teatro de la Princesa de Madrid.
El 1919 es realitzà la primera fusió entre la seva companyia i la d'Enric Borràs. El 1920 estrenà Una señora de Jacinto Benavente al Teatro Centro de Madrid.
L'any 1921, l'actriu realitzà la seva segona gira americana per Mèxic i Cuba. El 1922 representà La niña de Gómez Arias de Calderón de la Barca al Teatro Español de Madrid. L'any següent va fer el seu tercer viatge a Amèrica, per Argentina, Xile, Uruguai, Perú, Veneçuela, Puerto Rico i Cuba. El 1925 estrenà al Teatre Goya de Barcelona Santa Juana de George Bernard Shaw.

### Medea i el Teatre Romà de Mérida
El 1926, durant un viatge cap a Badajoz, la Xirgu es deturà a Mèrida. L'artista s'enamorà del seu teatre romà i intentà per primer cop de fer-hi representacions teatrals. Abans ja s'ho havia proposat Maria Guerrero, que no ho va aconseguir perquè pretenia muntar l'espectacle amb decorats de cartó, i el conservador del teatre s'hi oposà tenaçment. Tanmateix, els primers intents de la Margarida no fructificaren.
Més endavant, arran de l'estrena d'El Otro de Miguel de Unamuno, la Xirgu expressà en una tertúlia el seu interès de muntar una peça clàssica, tot recordant una representació que va fer a les ruïnes de Chapultepec d'Elektra, l'heroïna de Sòfocles, reviscuda per Hofmannsthal. L'anhel de l'actriu fou recollit pels contertulians i Unamuno indicà que si la Xirgu volia representar una tragèdia de Sèneca, ell estava disposat a traduir-la-hi. Margarida trià Medea i proposà que s'estrenés al teatre romà de Mérida. En dues setmanes, Unamuno, de forma totalment desinteressada, entregà a l'actriu el text traduït. Rivas Cherif prengué la iniciativa i començà els contactes amb José Ramón Mélida, codescobridor i conservador del teatre. En principi, Mélida també es mostrà hostil als projectes de la Xirgu; però el seu pensament canvià radicalment quan l'actriu li expressà el desig de fer l'obra sense muntar cap tipus d'escenografia.
El 18 de juny de 1933 s'estrenà l'obra amb la Xirgu en el paper de Medea i Borràs en el de Jasón. El teatre aplegà més de 3.000 espectadors, entre ells Manuel Azaña, president del Consell de Ministres, alguns dels seus ministres, com el d'Instrucció Pública, el director de Belles Arts, l'alcalde de Madrid, l'ambaixador d'Itàlia (que entregà una corona com a regal de Roma a Mérida) i destacades personalitats de la intel·lectualitat i de l'art. La representació fou un èxit notable. Unamuno escrigué: «Jo no he fet res més que fer parlar Sèneca en castellà. Sèneca no feu res més que explicar la història de Medea. Però Margarida Xirgu ha fet Medea. Ha convertit aquest personatge, imaginari o real, en un ésser viu que s'apodera de nosaltres en cos i ànima».
El Festival de Mérida nasqué, així, com el Primer Festival d'Art Clàssic, dins del Cicle d'Expansió Cultural organitzat pel Ministerio de Instrucción Pública y Bellas Artes, amb un pressupost de 50.000 pessetes. Fruit de la conjunció de tres interessos: el de Margarita Xirgu, per a representar els clàssics en aquest teatre; el de Cipriano de Rivas Cherif, per programar espectacles a l'aire lliure, convertint el teatre «en un excel·lent instrument cultural que pot ser gaudit i comprès per totes les classes socials» i el de Fernando de los Ríos, ministre d'Instrucció Pública i Belles Arts, de contribuir al renaixement del teatre dramàtic.
Aquesta Medea tornaria a representar-se el 1934 en el mateix escenari, durant la Semana Romana que inclogué, a més, l'Elektra de Hugo Von Hofmannsthal, en versió d'Eduardo Marquina, així com concerts simfònics i danses clàssiques a càrrec de la Banda Republicana, fet que demostra que el Festival de Mérida nasqué amb vocació de continuïtat.

### Èxit amb García Lorca
El 1926 li feren un homenatge a l'Hotel Ritz de Madrid, per l'estrena de l'obra Santa Juana al Teatro Eslava. En aquest homenatge, l'actriu sentí a parlar d'un prometedor poeta. A l'estiu d'aquest any conegué Federico García Lorca, amb el qual establí una prolífica relació de col·laboració i d'amistat amb el poeta de Fuente Vaqueros, que encara era un desconegut. L'any 1927, Margarida estrenà la seva Mariana Pineda al Teatre Goya de Barcelona, amb decorats de Salvador Dalí. En el Romancero Gitano (1928), García Lorca dedicà a Margarida Xirgu el poema Prendimiento de Antonito el Camborio. Més endavant, l'actriu estrenaria gairebé totes les grans obres del poeta: La zapatera prodigiosa (1930), Yerma (1934), Doña Rosita la soltera o El lenguaje de las flores (1935) i la reestrena de Bodas de sangre (1935), amb escenografia de José Caballero.
Segons Antonina Rodrigo: «Margarita Xirgu, sense cap dubte, és la gran actriu per antonomàsia de Federico García Lorca. No es pot llegir la vida de Federico, però sobretot el teatre de Federico, sense que hi aparegui Margarita Xirgu. Són dues figures universals. Aniran de la mà ja tot el camí que els resta. Que són solament 10 anys. Perquè Federico va ser assassinat, com tots sabem, l'any 36.»
El 1932 el president de la república espanyola la va condecorar amb l'Orde d'Isabel la Catòlica. Aquest mateix any es tornaren a fusionar la seva companyia amb la d'en Enric Borràs. El 1933 fou nomenada filla adoptiva de Badalona. L'any 1935 retornà a Barcelona, ciutat que abandonà el gener de 1936 per iniciar el seu quart viatge a Amèrica des de Santander, i ja no en tornaria mai més. Inicialment, l'havia d'acompanyar García Lorca, però el poeta s'hi repensà en l'últim moment i es quedà a Espanya, tot prometent trobar-s'hi més endavant. Malauradament, aquest rencontre no s'esdevindria mai, ja que el juliol esclatà la Guerra Civil i l'agost, el poeta fou afusellat. En el seu lloc, la Xirgu fou acompanyada per Irene Polo.
La mort del poeta fou un cop dur per a l'actriu, que li dedica funcions i homenatges. Un dels més emotius tingué lloc a la localitat uruguaiana de Salto (l'any 1952 o 1953), on ella recità el final de Bodas de sangre, però aquest cop fou diferent. China Zorrilla ho relata:
| «                                                            | I Margarida sempre feia l'obra igual. Era com veure una pel·lícula dues vegades: sortia, s'asseia, posava la mà així i li deia a l'actor: "Sabes a lo que vengo." Sempre igual. I abans de començar el plor pel fill mort, donava dos "ayes" de dolor: "¡Ay, ay! No hay nadie aquí, debería contestarme mi hijo. Pero mi hijo es un puñado de hojas secas." Però aquell dia surt i no era un "ay" de dolor ni dos. Era una llàgrima desesperada, era un plor, ¡ay!. I tots els actors ens vàrem mirar. Què es això? Era una altra Margarida. Ens quedarem tan perplexes, tots. Era tan diferent a la seva manera de actuar. Era veritat! Perquè aquell dia Margarida estava enterrant a Federico. Jo mai he vist una cosa igual. | » |
| — China Zorrilla, declaracions en el Programa el meu avi TV3 | |   |

### Exili

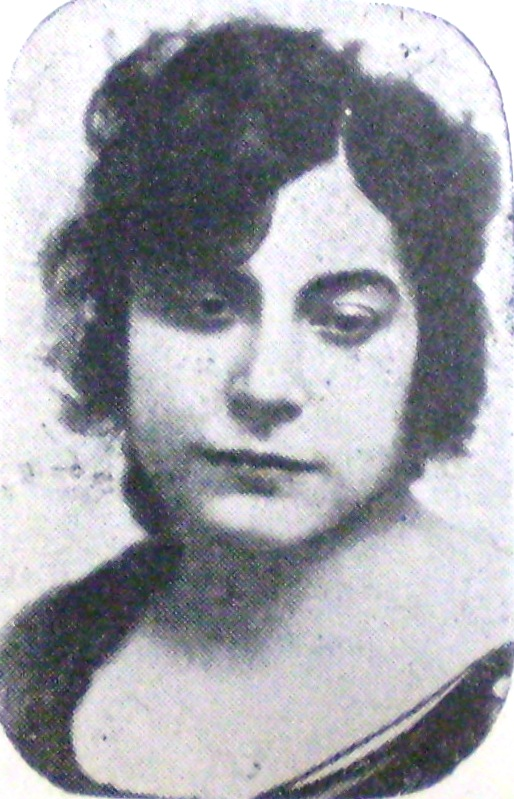
Margarida Xirgu

Aquell mateix any, a la mort del seu gran amic se li afegí la de la seu primer marit Josep Arnall, a l'Havana (Cuba).
El 1937, la Xirgu fou nomenada delegada del Govern Català a Montevideo (el mateix any Pau Casals ho fou a Mèxic). Com a gran actriu de la República Espanyola, les autoritats franquistes li ho van fer pagar, i l'any 1939 li confiscaren tots els seus béns i la condemnaren a l'exili. El 1941, es casà en segones noces amb Miquel Ortín i Paesa, actor i administrador de la seva companyia teatral. L'any següent, creà a Xile la primera escola d'art dramàtic del país i, poc després, el govern xilè la vinculà a la Universitat. El 1943 presidí el consistori dels Jocs Florals de la Llengua Catalana, celebrats a Santiago de Xile.
El 1945 estrenà al Teatro Avenida de Buenos Aires (Argentina) l'obra pòstuma de García Lorca La casa de Bernarda Alba, escrita per a ella. Els tres anys següents (1946-1948) realitzà gires per Argentina, Uruguai i Xile.
El 1949 estrenà El malentendido, d'Albert Camus, a Buenos Aires. Les autoritats argentines prohibiren l'obra tres dies després de l'estrena, i aquest fet provocà que l'actriu dissolgués la companyia i tornés a la seva casa de Xile. L'agost, les autoritats espanyoles li tornaren els béns confiscats. El seu germà, Miquel Xirgu, professor de l'Institut del Teatre, parlà amb el seu director, Guillem Díaz-Plaja, i el convencé de fer les gestions oportunes amb els organismes oficials per autoritzar el retorn de l'exili de la seva germana. Quan tot semblava preparat, l'artista rebé un atac frontal a través d'un article de César González Ruano, publicat al diari Arriba el 26 d'agost de 1949, que fou reproduït per tota la premsa nacional; aleshores, la Xirgu decidí quedar-se a Sud-amèrica.
El 12 de novembre del mateix any, en un acte públic celebrat al Teatro Solís, s'inaugurà oficialment la Escuela Municipal de Arte Dramático de Montevideo (EMAD), sota la direcció de Margarida Xirgu, amb l'assistència del president de l'Uruguai (1947-1951 i 1955-1956) Luis Conrado Batlle Berres, i de l'intendent de Montevideo Andrés Martínez Trueba —més tard també president de l'Uruguai (1951-1954). Al seu costat es van formar actors de la talla d'Amelia de la Torre, Cándida Losada, Enrique Diosdado i Albert Closas. A la Comèdia Nacional de l'Uruguai, al Teatro Solís de Montevideo, actuà una jove China Zorrilla a Romeu i Julieta, Somni d'una nit d'estiu i Bodas de sangre.
L'any 1953 es graduà la primera promoció de l'EMAD. Els millors actors d'aquesta, i successives promocions, passaren a engruixir, com a becaris, les files de la Comedia Nacional.
L'any 1956 la Xirgu celebrà les noces d'or amb el teatre, a l'edat de 68 anys, amb una activitat frenètica, representant diverses obres. L'1 de febrer de 1957 dimití de la seva triple funció de directora de l'EMAD i d'actriu i directora escènica de la Comedia Nacional de l'Uruguay, en solidaritat amb els alumnes, als quals se'ls vetava de formar part de la comissió gestora. No obstant això, representaria els compromisos adquirits amb anterioritat.

### Darrers anys

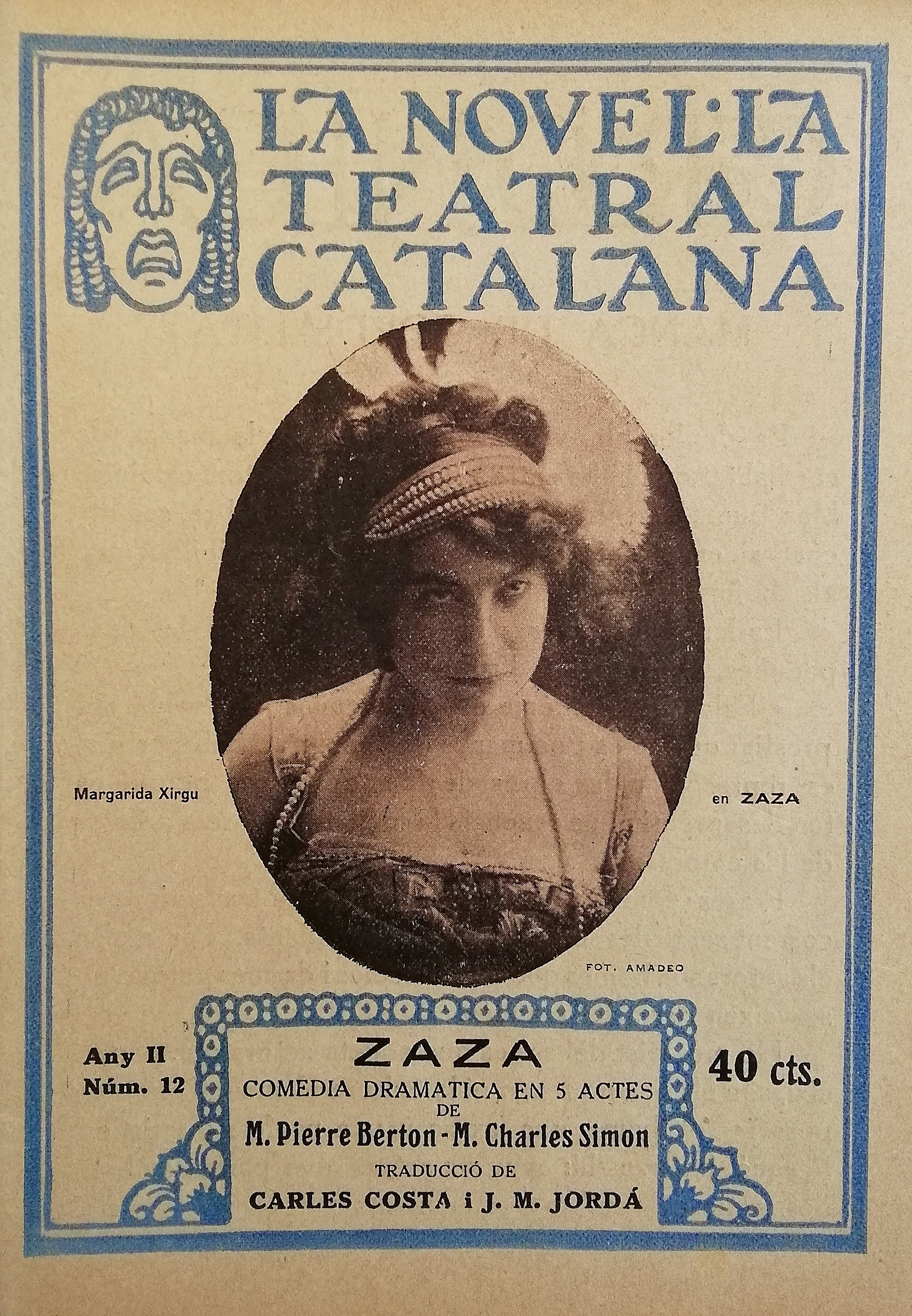
Margarida Xirgu a l'obra Zaza, edició publicada per La Novel·la Teatral Catalana l'any 1919

L'any 1959 l'artista obtingué la carta de ciutadania uruguaiana. L'any 1962, va haver d'ésser intervinguda quirúrgicament i, tot i la gravetat de l'operació, se'n recuperà ràpidament.
El 1965 fou nomenada directora del Teatro de Verano de Punta del Este, al costat del qual es construiria la Casa de l'Actor, una casa de descans per als actors retirats, de la qual fou nomenada presidenta de la Comissió Honorària.
El 1966 rebé un homenatge al Casal Català de Buenos Aires, el teatre de la qual rep el nom de Margarita Xirgu. Aquell mateix any, amb motiu del 350è aniversari de la mort de Cervantes, tornà a dirigir a la Comedia Nacional, al Teatre Solís. El 31 de març de 1967, hi dirigí el seu darrer muntatge amb l'obra Pedro de Urdemalas de Cervantes. Aquest mateix any, tot i la prohibició mèdica, dirigí Yerma de Lorca a Massachusetts.
Morí el 25 d'abril de 1969 a Montevideo, i fou vetllada al Museo del Teatro. El fèretre estava cobert amb una bandera catalana, i hi feien guàrdia quatre joves del Casal Català amb els seus vestits típics catalans i els seus estendards. L'enterraren al cementiri del Buceo.

### Homenatges
El 6 de maig del 1969, la Càmera de Senadors de la XL Legislatura, per unanimitat, expressà la gratitud de l'Estat uruguaià: «a la eximia actriz, catalana universal, presencia impalpable, de aquel trozo de arte maravilloso de la Madre Patria, cuya trascendencia y proyección repartió por el mundo y por nuestro Uruguay».
Aquell mateix any, l'EMAD de Montevideo, de la qual Margarida va ser fundadora-directora, va adoptar el nom d'Escuela Municipal de Arte Dramático Margarita Xirgu. També un dels carrers de la capital duu el nom de Margarita Xirgu.
El novembre de 1977, Ángel Curotto i Miquel Ortín, com a representants de l'Academia Nacional de Letras de Uruguay, escrigueren al president de la Generalitat de Catalunya, Josep Tarradellas, demanant-li que sol·licités la repatriació de les seves despulles. L'Ajuntament de Molins de Rei, el seu poble natal, va retre homenatge a l'actriu amb un seguit d'actes que varen començar el 25 de novembre i que finalitzaren el 18 de desembre, amb l'acte d'enterrament de les seves restes mortals portades des del cementiri del Buceo de Montevideo.

## Memorials

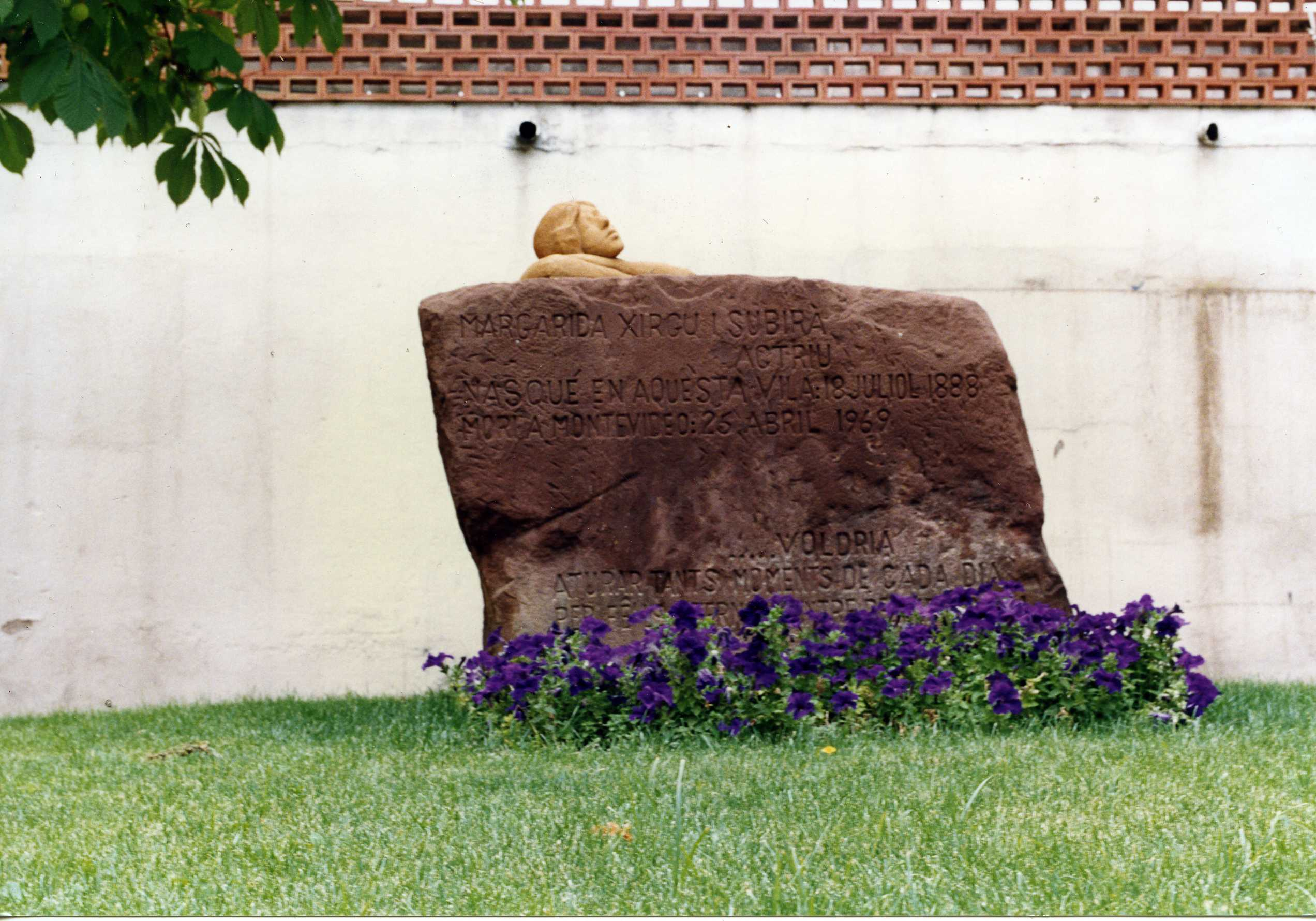
Racó de Margarida Xirgu a Molins de Rei

- L'Ajuntament de Molins de Rei va construir un monument funerari dissenyat per Miquel Planas i inspirat en el neolític mediterrani, en forma de talaiot. En un pedestal darrere de la làpida del mausoleu, es va gravar la frase: «No soñar, no esperar, no creer en alguna cosa, es como no existir». Aquest epitafi és extret d'unes declaracions de l'actriu fetes a l'Argentina l'any 1956, quant un periodista emplaçà a la Xirgu que donés el nom d'algun dels seus alumnes-actors, com exponent d'una nova generació d'intèrprets. Aquesta, fonent-los a tots en un mateix anhel, respongué: «Sin ilusión, sin fe no he podido trabajar nunca. No soñar, no esperar, no creer en algo es como no existir. Y yo, por suerte, para salvarme de la angustia de lo inexistencial, tuve siempre fe, creí en Dios, en la criatura humana, en la libertad, en el arte. Por eso vivo y sobrevivo a todo cuanto es negación. Y por eso me siento hoy nueva, renovada en mis ilusiones, puestas íntegramente en todos mis alumnos sin excepción, deseando que triunfen estos compañeros míos que llegan mañana...»
- Un jurat reunit a Molins de Rei atorga anualment des de 1973 el Premi Memorial Margarida Xirgu a la interpretació femenina més rellevant de la temporada teatral barcelonina.[20]
- Escultura dedicada a la gran actriu de teatre feta per l'escultor Eudald Serra. Es troba a la plaça del Canonge Colom, al Raval (Barcelona), davant del teatre Romea. A terra prop de l'escultura hi ha la inscripció: A la gran Margarita Xirgu, actriz de inmaculada historia artística, lumbrera del teatro español y admirable creadora, de Federico García Lorca.
- Exposició dedicada a Margarida Xirgu. Durant gairebé dos mesos, del 18 de març al 16 de maig de 2010, el Museu de Badalona va realitzar l'exposició Margarida Xirgu. De Badalona a Punta Ballena, amb la col·laboració dels descendents de l'actriu i de l'Institut del Teatre de Barcelona. Amb motiu d'aquesta exposició es va publicar una extensa biografia.[21]
- Escultura i plaça dedicada a l'actriu, davant del Teatre Auditori de Can Palots, a Canovelles. La plaça que se situa davant del teatre està dedicada a l'actriu i, l'any 2011, s'hi col·locà una escultura feta per un artista local. En aquesta escultura s'hi pot llegir un poema que Federico García Lorca va dedicar a l'actriu.
- El Racó de Margarida Xirgu i Subirà és un monument dedicat a Margarida Xirgu a Molins de Rei. L'any 1980 se li va retre un homenatge en forma de monument, prop de la casa on va néixer. Es tracta d'una escultura de pedra vermella, procedent del desaparegut pont de Carles III, amb el bust de l'actriu de terra cuita, obra de l'artista Carme Rodón Badia, amb l'entorn enjardinat.[22]
- A Montornès del Vallès hi ha un teatre municipal que duu el seu nom.[23]
- A Badalona, el Teatre Principal va canviar de nom per Teatre Margarida Xirgu el 19 agost del 2020.[24]

## Fons
El seu fons es conserva al Centre de Documentació i Museu de les Arts Escèniques i consta d'uns 4.000 documents entre complements, indumentària (4 peces senceres), fotografies i un seguit de documents de caràcter patrimonial molt variat: invitacions, targetes postals, correspondència, retalls de premsa, 4 capses amb uns 2.000 retalls de premsa, programes de mà, medalles, etc. Hi ingressà l'any 1970 en una primera fase fruit del donatiu de Miguel Ortín, marit de l'actriu, i el 2001 es va complementar amb una altra aportació per part de Ramona Ortín, neboda de Miguel.

## Filmografia
- La Xirgu (2015). Directora: Sílvia Quer. Guió: Margarita Melgar. Accessible en xarxa a TV3 a la carta.